# Biserica „Sfântul Gheorghe” din Taraclia
Biserica „Sf. Gheorghe” este o biserică amplasată în Taraclia, Republica Moldova. Este un monument arhitectural de importanță națională inclus în Registrul monumentelor Republicii Moldova ocrotite de stat cu nr. 357 (raionul Taraclia). Datează din 1873.